# Raphaël Guerreiro
Raphaël Adelino José Guerreiro (wym. [ʀɐ.fɐ.ˌɛɫ.gɨ.ˈʀɐj.ɾu], ur. 22 grudnia 1993 w Le Blanc-Mesnil) – portugalski piłkarz francuskiego pochodzenia, występujący na pozycji obrońcy w niemieckim klubie Bayern Monachium oraz w reprezentacji Portugalii. Złoty medalista Mistrzostw Europy 2016.

## Życiorys

### Kariera klubowa
Guerreiro jest wychowankiem SM Caen, w którego barwach zadebiutował podczas sezonu 2012/13. Jako zawodnik tego klubu został także wybrany do jedenastki sezonu Ligue 2. 27 czerwca 2013 przeszedł do FC Lorient z Ligue 1, z którym związał się czteroletnim kontraktem. Trzy lata później ponownie zmienił klub, tym razem związując się z niemiecką Borussią Dortmund, z którą podpisał czteroletnią umowę.

### Kariera reprezentacyjna
Guerreiro uprawniony był do gry zarówno w kadrze Francji, jak i Portugalii. Ostatecznie jednak zdecydował się na reprezentowanie drugiego z krajów i 21 marca 2013 na stadionie Estádio do Fontelo (Viseu, Portugalia) podczas przegranego 0:1 towarzyskiego meczu ze Szwecją zadebiutował w reprezentacji Portugalii do lat 21.
W seniorskiej reprezentacji Portugalii zadebiutował 14 listopada 2014 na stadionie Estádio Algarve (São João da Venda, Portugalia) podczas eliminacji do UEFA Euro 2016 France w wygranym 1:0 meczu przeciwko Armenii.

## Statystyki klubowe
(aktualne na dzień 16 maja 2020)
| Klub               | Sezon              | Liga                   | Liga  | Liga   | Puchar kraju | Puchar kraju | Puchar ligi | Puchar ligi | Europa | Europa | Suma  | Suma   |
| Klub               | Sezon              | Liga                   | Mecze | Bramki | Mecze        | Bramki       | Mecze       | Bramki      | Mecze  | Bramki | Mecze | Bramki |
| ------------------ | ------------------ | ---------------------- | ----- | ------ | ------------ | ------------ | ----------- | ----------- | ------ | ------ | ----- | ------ |
| SM Caen II         | 2010/2011          | Championnat National 2 | 21    | 1      | –            | –            | –           | –           | –      | –      | 21    | 1      |
| SM Caen II         | 2011/2012          | Championnat National 2 | 34    | 3      | –            | –            | –           | –           | –      | –      | 34    | 3      |
| SM Caen            | 2012/2013          | Ligue 2                | 38    | 1      | 1            | 0            | 2           | 0           | –      | –      | 41    | 1      |
| FC Lorient         | 2013/2014          | Ligue 1                | 34    | 0      | –            | –            | –           | –           | –      | –      | 34    | 0      |
| FC Lorient         | 2014/2015          | Ligue 1                | 34    | 7      | 1            | 0            | 1           | 0           | –      | –      | 36    | 7      |
| FC Lorient         | 2015/2016          | Ligue 1                | 34    | 3      | 2            | 0            | 5           | 0           | –      | –      | 41    | 3      |
| Borussia Dortmund  | 2016/2017          | Bundesliga             | 24    | 6      | 5            | 0            | –           | –           | 6      | 1      | 35    | 7      |
| Borussia Dortmund  | 2017/2018          | Bundesliga             | 9     | 1      | 2            | 0            | –           | –           | 4      | 1      | 15    | 2      |
| Borussia Dortmund  | 2018/2019          | Bundesliga             | 23    | 2      | 3            | 0            | –           | –           | 6      | 4      | 32    | 6      |
| Borussia Dortmund  | 2019/2020          | Bundesliga             | 21    | 7      | 0            | 0            | –           | –           | 8      | 0      | 29    | 7      |
| Ogólnie w karierze | Ogólnie w karierze | Ogólnie w karierze     | 272   | 31     | 14           | 0            | 8           | 0           | 24     | 6      | 318   | 37     |

## Sukcesy

### Klubowe
Borussia Dortmund
- Zdobywca drugiego miejsca w Bundeslidze: 2018/2019
- Zdobywca Pucharu Niemiec: 2016/2017
- Zwycięzca Superpucharu Niemiec: 2019/2020
- Zdobywca drugiego miejsca w Superpucharze Niemiec: 2016/2017, 2017/2018
- Zdobywca drugiego miejsca w International Champions Cup: 2018

Bayern Monachium
- Mistrzostwo Niemiec: 2024/2025
- Superpuchar Niemiec: 2025[6]

### Reprezentacyjne
Portugalia U-21
- Zdobywca drugiego miejsca w Mistrzostwach Europy U-21: 2015

Portugalia
- Zwycięzca Mistrzostw Europy: 2016
- Zdobywca trzeciego miejsca w Pucharze Konfederacji: 2017
- Zwycięzca Ligi Narodów UEFA: 2018/2019

### Indywidualne
- Odkrycie Mistrzostw Europy 2016 według UEFA